# Metepsilonema hardyi
Metepsilonema hardyi is een rondwormensoort uit de familie van de Epsilonematidae. De wetenschappelijke naam van de soort is voor het eerst geldig gepubliceerd in 1990 door Decraemer & Gourbault.